# Теумин, Эмилия Исааковна
Эмилия Исааковна Теумин (1905, Берн — 12 августа 1952, Москва) — советская журналистка и редактор.

## Биография
Дочь бундовца и публициста Исаака Владимировича Теумина (1872—1937), который вынужден был эмигрировать вместе с женой Полиной Наумовной (1882—1962) из России. Химик по профессии, И. В. Теумин впоследствии был на партийной и хозяйственной работе, в 1922—1924 годах — нарком внешней торговли КазАССР.
В возрасте нескольких месяцев вернулась в Россию вместе с семьёй. В 1927 году вступила в ВКП(б). В 1936 году с Д. Д. Мониным выступила составителем книги «Героическая Испания» — первого массового издания, знакомящего советских читателей с общей картиной Гражданской войны в Испании. Редактор трёхтомного издания «Мысли и воспоминания» Бисмарка, которым открылась серия «Библиотека внешней политики». В 1941—1945 годах работала редактором международного отдела Совинформбюро, затем заместитель редакции по выпуску Дипломатического словаря.
В январе 1949 года была арестована в рамках дела Еврейского антифашистского комитета. Была обвинена в том, что «корректировала посылавшиеся Еврейским антифашистским комитетом в Америку, Англию и Палестину статьи, которые содержали извращённую в националистическом духе информацию о положении евреев в Советском Союзе» и передавала разведке США «шпионские материалы о политическом и экономическом положении советских Прибалтийских республик».
18 июля 1952 года была приговорена к смертной казни через расстрел. Приговор приведён в исполнение 12 августа 1952 года. 22 ноября 1955 года Военная коллегия Верховного Суда СССР отменила приговор в отношении Теумин и других членов Еврейского антифашистского комитета из-за отсутствия в их действиях состава преступления.

## Публикации
- Литературно-художественная хрестоматия для комсомольских политшкол. Сост. М. Лапидус и Э. Теумин. М.: Молодая гвардия, 1930. — 408 с. — 45 000 экз.
- Монин Д., Теумин Э. Революционное движение и Коминтерн в первый период общего кризиса капитализма. М., 1931.
- Монин Д., Теумин Э. Испанский народ победит! (То, что советскому человеку надо было знать про Испанию в 1936 году). Л.: Партиздат ЦК ВКП(б), 1937.